# Romanska umetnost
Romanska umetnost je umetnost Evrope od približno leta 1000 n. št. do vzpona gotskega sloga v 12. stoletju ali kasneje, odvisno od regije. Prejšnje obdobje je znano kot predromansko obdobje. Izraz so izumili umetnostni zgodovinarji 19. stoletja, zlasti za romansko arhitekturo, ki je ohranila številne osnovne značilnosti rimskega arhitekturnega sloga - predvsem polkrožni lok, pa tudi banjasti obok, apsida in okras iz listov akanta - a se je razvil tudi z zelo različnimi lastnostmi. V južni Franciji, Španiji in Italiji je bila poznoantična arhitekturna kontinuiteta, vendar je bil romanski slog prvi, ki se je razširil po celotni katoliški Evropi, od Sicilije do Skandinavije. Na romansko umetnost sta močno vplivali tudi bizantinska umetnost, zlasti v slikarstvu in antiklasična energija dekoracije otoške umetnosti Britanskih otokov. Iz teh elementov je bil skovan zelo inovativen in skladen slog.

## Značilnosti
Zunaj romanske arhitekture je za umetnost tega obdobja značilen živahen slog tako v kiparstvu kot slikarstvu. Slednje je še najbolj sledilo v bistvu bizantinskim ikonografskim modelom za najpogostejše teme v cerkvah, ki so ostale Kristus v slavi, Poslednja sodba in prizori iz Kristusovega življenja. V iluminiranih rokopisih je vidno več izvirnosti, saj so morali prikazati nove prizore. Najbolj razkošno okrašeni rokopisi tega obdobja so bile biblije in psalterji. Enaka izvirnost je veljala za kapitele stebrov: pogosto vklesane s popolnimi prizori z več figurami. Veliko leseno razpelo je bila nemška inovacija na samem začetku obdobja, prav tako pa tudi samostoječi kipi ustoličene Marije. Visoki relief je bil prevladujoč kiparski način tega obdobja.
Barve so bile zelo presenetljive in večinoma primarne. V 21. stoletju: te barve je mogoče videti le v izvirni svetlosti v vitraju in v nekaj dobro ohranjenih rokopisih. Vitraj je postal široko uporabljen, čeprav je žal malo ohranjenih. Izum tega obdobja je bil timpanon pomembnih cerkvenih portalov vklesani z monumentalnimi shemami, pogosto Kristusom v slavi ali Poslednjo sodbo, vendar obravnavani z več svobode kot naslikane različice, saj ni bilo enakovrednih bizantinskih modelov.
Sestave običajno niso imele več globine in jih je bilo treba prilagoditi, da bi jih lahko stisnili v obliko velikih začetnic, kapitele stebrov in cerkvene timpanone; napetost med tesnim okvirjem, iz katerega kompozicija včasih uhaja, je v romanski umetnosti ponavljajoča se tema. Figure so se pogosto spreminjale glede na njihov pomen. Pokrajinsko ozadje je bilo, če sploh, bližje abstraktnim okrasom kot realizmu - kot drevesa v Morganovem listu. Portreti komajda obstajajo

## Ozadje
V tem obdobju je Evropa vedno bolj uspevala in umetnost najvišje kakovosti ni bila več omejena, kot v karolinških in otonskih obdobjih, na kraljevi dvor in majhen krog samostanov. Samostani so bili še naprej izredno pomembni, zlasti ekspanzionistični novi redi tega obdobja, cistercijanski, klunijski in kartuzijanski, ki so se razširili po Evropi. Mestne cerkve, tiste na romarskih poteh in številne cerkve v majhnih mestih in vaseh so bile natančno okrašene po zelo visokih standardih - to so pogosto strukture, ki so preživele, ko so bile obnovljene stolnice in mestne cerkve. Nobena romanska kraljeva palača ni zares ohranjena.
Laični umetnik je postajal cenjena figura - zdi se, da je bil Nikolaj iz Verduna znan po celini. Večina gradbenikov in zlatarjev je bilo zdaj laičnih, laični slikarji, kot je mojster Hugo, pa se zdi, da so bili do konca obdobja v večini, vsaj tisti, ki so delali najbolje. Ikonografija njihovih cerkvenih del je brez dvoma nastajala v posvetovanju s cerkvenimi svetovalci.

## Kiparstvo

### Kovina, emajl in slonovina
Dragi predmeti v navedenih medijih so imeli v tem obdobju zelo visok status, verjetno veliko bolj kot slike - imena več ustvarjalcev teh predmetov so bolj znana kot imena sodobnih slikarjev, iluminatorjev ali stavbenikov. Kovinski izdelki, vključno z dekoracijo v emajlu, so postali zelo prefinjeni. Ohranjenih je veliko spektakularnih relikviarijev, ki hranijo relikvije, med katerimi je najbolj znana Skrinja Treh kraljev v Kölnski stolnici Nikolaja iz Verduna in druge (približno 1180–1225). Triptih iz Stavelota in relikviarij sv. Maura sta še dva primera mozanskega emajla. Okoli lesenega ogrodja so bili zgrajeni veliki relikviariji in oltarne fronte, manjše skrinje pa so bile vse kovinske in emajlirane. Preživelo je nekaj posvetnih kosov, na primer zrcalnih šatulj, nakita in zaponk, vendar ti nedvomno predstavljajo premajhno količino fine kovine, ki jo je imelo v lasti plemstvo.
Bronasti Gloucestrski svečnik in medeninast krstilnik (1108–1117), ki je zdaj v Liègeu, sta odlična primera, zelo različna v slogu, kovinskih litin. Oblika je zelo zapletena in energična, upodablja rokopisno sliko, saj prikazuje mozanski slog v svoji najbolj klasični in veličastni maniri. Bronasta vrata, triumfalni steber in drugo okovje v Hildesheimski stolnici, vrata Gniezno in vrata bazilike San Zeno v Veroni so druga pomembna ohranjena dela. Zdi se, da je bil akvamanile, posoda z vodo za umivanje, v Evropo uveden v 11. stoletju. Obrtniki so predmetom pogosto dajali fantastične zoomorfne oblike; ohranjeni primeri so večinoma v medenini. Številni voščeni vtisi z impresivnih pečatov so ohranjeni na listinah in dokumentih, čeprav romanski kovanci na splošno ne prinašajo velikega estetskega zanimanja. 
Cloisters Cross je nenavadno velik slonokoščeni križ, s kompleksnim rezbarjenjem, ki vključuje številne figure prerokov in drugih, ki so ga pripisali enemu od razmeroma redkih umetnikov, katerega ime je znano kot mojster Hugo, ki je tudi iluminiral rokopise. Kot številni kosi je bil prvotno tudi delno obarvan. Šahovske figure z otoka Lewis so dobro ohranjen primer majhne slonovine, med katerimi je veliko kosov ali drobcev, ki so ostanki škofovskih palic, plošč, prsnih križev in podobnih predmetov.

### Arhitekturno kiparstvo
S padcem Zahodnega rimskega cesarstva je tradicija rezljanja velikih del iz kamna in kiparskih figur v bronu izumrla, kot je to dejansko (iz verskih razlogov) delovalo v bizantinskem (vzhodno rimskem) svetu. Nekatere skulpture v naravni velikosti so bile očitno narejene iz štuka ali ometa, vendar so ohranjeni primeri razumljivo redki. Najbolj znano ohranjeno tako kiparsko delo protoromanske Evrope je leseno razpelo Gerov križ v naravni velikosti, ki ga je okrog leta 960–965 naročil nadškof Gero iz Kölna, kar je očitno prototip tega, kar je postalo priljubljena oblika. Razpela so bila pozneje v 12. st. postavljena na tram pod lokom prezbiterija, ki so ga ob straneh spremljale figure Device Marije in Janeza Evangelista. V 11. in 12. stoletju je figurativna skulptura močno oživela, arhitekturni reliefi pa so znak poznejšega romanskega obdobja.